# 운명처럼 널 사랑해
《운명처럼 널 사랑해》는 2014년 7월 2일부터 9월 4일까지 방영된 MBC 수목 미니시리즈이다. 2008년 대만 최고 시청률을 기록한 《명중주정아애니》를 원작으로 극화한 작품이다.

## 줄거리
착한 게 유일한 개성인 부실녀와 후세를 잇지 못해 후계자 자리를 위협받고 있는 초현실 완벽남이 원치 않은 결혼으로 롤러코스터 같은 인생사를 겪으며 운명 같은 사랑을 깨닫게 되는 로맨틱 코미디 드라마.

## 등장인물

### 주요 인물
- 장혁 : 이건 역 (아역 이수혁) - 전주 이씨 9대 독자
- 장나라 : 김미영 역 - 로펌 계약직 사무원
- 최진혁 : 다니엘 역 (아역 김진우) - 옴므파탈 디자이너
- 왕지원 : 강세라 역 (아역 김하유) - 이건의 연인, 발레리나

### 이건의 주변 인물
- 박원숙 : 왕 회장 역 - 이건의 친할머니, 장인화학 회장
- 최대철 : 탁구대 역 - 이건의 비서실장
- 최우식 : 이용 역 (아역 조이현) - 이건의 이복형제
- 나영희 : 이용의 어머니 역 - 이건의 계모

### 김미영의 주변 인물
- 박희본 : 전지연 역 - 미영의 로펌 동료 직원, 룸메이트
- 송옥숙 : 김미영의 어머니 역
- 한규 : 김미숙 역 - 미영의 큰 언니
- 이미도 : 김미자 역 - 미영의 둘째 언니
- 정은표 : 박사장 역 - 미영이네 고향 섬의 비누공장 사장 (특별출연)
- 임형준 : 최씨 역 - 미자의 남편, 미영의 둘째 형부
- 김영훈 : 민 변호사 역 - 미영이 일하는 로펌 변호사 (특별출연)

### 그 외 인물
- 장광 : 문 박사 역 - 이씨 가문의 주치의, 별칭 '문어박사'
- 정규수 : 정신과 의사 역
- 박진우 : 홍 변호사 역 - 로펌회사 대표
- 정한헌 : 이성목 역 - 진오공파 종친회장 21세손
- 고진명 : 종친 역
- 유민석
- 표철환 : CF 감독 역
- 구혜령 : 강아지 주인 역
- 정계영
- 김보리 : 캔디샵 직원 역
- 서지미 : 로펌회사 직원 역
- 박선희 : 로펌회사 직원 역
- 이미경
- 김현
- 강민주
- 최효현 : 김미영 역 - 로펌 직원
- 전수연
- 정현석 : 호텔 직원 역
- 강현정 : 캔디샵 손님 역
- 이찬희
- 김유진
- 반혜라 : 보육원 수녀 역
- 김선녀 : 섬마을 주민 역
- 최윤준 : 섬마을 주민 역
- 이승하 : 세라의 동료 발레리나 역
- 이창 : 산부인과 의사 역
- 강선미 : 산부인과 간호사 역
- 김현정
- 이민영
- 김연수
- 김민진
- 조선옥
- 김정인
- 김지수
- 양형근 : 로펌회사 직원 역
- 김주현
- 박민현
- 전진기 : 차 대표 역 - 두두산업 대표, 흥신소 사장
- 김광인 : 장인화학의 직원 역
- 정다솔
- 기연호 : 종친 역
- 김태랑 : 종친 역
- 문성지 : 종친 역
- 송경화 : 가사도우미 역
- 이영실 : 김미영 어머니의 지인 역
- 성인자 : 김미영 어머니의 지인 역
- 김문호
- 임지현 : 수현 역 - 세라의 친구
- 임채현
- 성주형
- 정보경
- 신철민
- 차성훈 : 여성잡지 기자 역
- 장가현 : 여성잡지 기자 역
- 김서정 : 세라를 인터뷰 하는 기자 역
- 박규점 : 행사장에 참석한 남자 역
- 현숙희 : 행사장에 참석한 여자 역
- 강문경 : 장인화학의 직원 역
- 신영일 : 자선경매행사 진행자 역
- 신선희 : 자선경매행사 참석자 역
- 서지연 : 기자 역
- 강철성 : 기자 역
- 윤영목 : 기자 역
- 이종래 : 장인화학 주주 역
- 이정성 : 장인화학 주주 역
- 서윤석 : 주주총회 진행자 역
- 천예원 : 간호사 역
- 장지혜
- 유지현 : 엘리 킴(김미영)의 전시회 스탭 역
- 이채연 : 엘리 킴(김미영)의 전시회 스탭 역
- 민준현 : 에이전시 직원 역
- 김용완
- 박설영 : 호텔 안내데스크 직원 역
- 김미영
- 주동희 : 엘리 킴(김미영)을 인터뷰 하는 기자 역
- 한민채 : 이용의 맞선녀 역
- 강다정 : 발레반 학생 역
- 정예녹 : 발레반 학생 역
- 김서희 : 발레반 학생 역
- 이성희 : 발레반 학생 역
- 소준형 : 발레반 학생 역
- 엄태수 : 발레반 학생 역
- 김혁 : 흥신소 직원 역
- 한지은 : 가짜 김미영 역
- 김주영
- 차상미 : 아기를 안고 버스타는 여자 역
- 광태
- 박통일 : 장인화학 수목원 관리인 역
- 허성
- 강찬양
- 장문규 : 기자 역
- 미상 : 이건의 어머니 역
- 미상 : 젊은시절 이용의 어머니 역
- 권영경 : 미용실 손님 역
- 이규한
- 윤서진 : 전시회 관계자 역
- 선웅 : 세라에게 고백하는 남학생 역

### 아역
- 설우형 : 대철 역 - 미영의 조카, 김미자와 최씨의 아들
- 미상 : 이석 역 - 이건과 미영의 아이
- 미상 : 이윤 역 - 이건과 미영의 아이

### 특별 출연
- 클라라 : 혜진 역 - 샴푸 광고모델 (1회)
- 연미주 : 미스 김 역 (1~2회)
- 김성일 : 스타일리스트 역 (2회)
- 박태윤 : 메이크업 아티스트 역 (2회)
- 박희진[1] : 태교교실 강사, 유아용품 판매원, '여성광고인의 밤' 진행자, 스포츠댄스 강사 역 (5~6회, 10~12회, 17회, 20회)
- 정준영 : 라디오 DJ 역 (목소리 출연) (8회)
- 양금석 : 강세라의 어머니 역 (9회, 11회, 15~16회, 19~20회)
- 박준형 : 박준형 역 - 이건의 회사 모델 (13회)
- 김용건 : 전지연의 아버지 역 (20회)

## 수상
- 2014년 MBC 연기대상 미니시리즈 부문 최우수 연기상 베스트 커플상 장혁, 장나라

## 시청률
아래의 파란색 숫자는 '최저 시청률'이고, 빨간색 숫자는 '최고 시청률'입니다. 시청률조사회사와 지역별로 시청률에 차이가 있을 수 있습니다.
| 2014년      | 2014년      | 2014년         | 2014년       | 2014년         | 2014년       |
| 회차        | 방송일      | TNmS 시청률    | TNmS 시청률  | AGB 시청률     | AGB 시청률   |
| 회차        | 방송일      | 대한민국(전국) | 서울(수도권) | 대한민국(전국) | 서울(수도권) |
| ----------- | ----------- | -------------- | ------------ | -------------- | ------------ |
| 제1회       | 7월 2일     | 6.0%           | 6.6%         | 6.6%           | 7.2%         |
| 제2회       | 7월 3일     | 6.2%           | 7.5%         | 7.2%           | 7.6%         |
| 제3회       | 7월 9일     | 8.8%           | 11.4%        | 7.9%           | 8.5%         |
| 제4회       | 7월 10일    | 7.9%           | 10.3%        | 9.0%           | 10.3%        |
| 제5회       | 7월 16일    | 9.1%           | 10.8%        | 8.6%           | 8.9%         |
| 제6회       | 7월 17일    | 9.6%           | 11.9%        | 9.7%           | 10.5%        |
| 제7회       | 7월 23일    | 9.6%           | 11.3%        | 9.7%           | 10.7%        |
| 제8회       | 7월 24일    | 10.6%          | 13.5%        | 10.6%          | 11.8%        |
| 제9회       | 7월 30일    | 9.4%           | 12.4%        | 10.2%          | 11.8%        |
| 제10회      | 7월 31일    | 8.9%           | 10.6%        | 9.7%           | 10.7%        |
| 제11회      | 8월 6일     | 9.8%           | 12.1%        | 9.9%           | 11.3%        |
| 제12회      | 8월 7일     | 10.6%          | 13.7%        | 10.3%          | 11.4%        |
| 제13회      | 8월 13일    | 11.0%          | 14.0%        | 11.5%          | 13.6%        |
| 제14회      | 8월 14일    | 11.1%          | 14.0%        | 10.7%          | 12.5%        |
| 제15회      | 8월 20일    | 11.0%          | 13.6%        | 10.6%          | 11.4%        |
| 제16회      | 8월 21일    | 11.1%          | 14.0%        | 11.1%          | 12.9%        |
| 제17회      | 8월 27일    | 10.8%          | 13.6%        | 9.9%           | 11.2%        |
| 제18회      | 8월 28일    | 12.0%          | 14.7%        | 11.5%          | 12.8%        |
| 제19회      | 9월 3일     | 10.8%          | 14.2%        | 10.1%          | 11.6%        |
| 제20회      | 9월 4일     | 10.6%          | 13.5%        | 10.5%          | 11.5%        |
| 평균 시청률 | 평균 시청률 | 9.8%           | 12.2%        | 9.8%           | 10.9%        |

## 동시간대 드라마
KBS 수목드라마
- 《조선 총잡이》

SBS 드라마 스페셜
- 《너희들은 포위됐다》
- 《괜찮아, 사랑이야》